# Saint Louis megye (Minnesota)
Saint Louis megye az Amerikai Egyesült Államokban, azon belül Minnesota államban található. Megyeszékhelye és legnagyobb városa Duluth. Lakosainak száma 200 231 fő (2020. április 1.).

## Szomszédos megyék
- Lake megye
- Aitkin megye
- Carlton megye
- Koochiching megye
- Itasca megye
- Douglas megye

## Népesség
A megye népességének változása:
| Lakosok száma | 200 178 | 200 368 | 200 352 | 200 540 | 200 431 | 200 231 |
|               | 2010    | 2011    | 2012    | 2013    | 2015    | 2020    |